# 弦さんのサラリーマン情報
『弦さんのサラリーマン情報』（げんさんのサラリーマンじょうほう）は、1977年4月 - 1982年3月まで、TBSラジオ（旧東京放送ラジオ報道部門）で月曜 - 金曜夕方に放送されていたサラリーマン向けのラジオ社会情報番組である。後継番組となる『ホンダ・イブニングダイアリー』と、『三共ホットインフォメーション』のうち、荒川強啓担当初期の1999年3月までの内容についても解説する。

## 概要
- 若山弦蔵がパーソナリティを務めていた冠番組でもあった。TBSラジオでは夕方の生ワイド番組『おつかれさま5時です』の1コーナーとして、月曜 - 金曜17:40から5分程度放送されていた。

## ホンダ・イブニングダイアリー→三共ホットインフォメーション（初期）
- 1982年4月からは後継番組・コーナーとして、本田技研工業の一社提供による『ホンダ・イブニングダイアリー』が放送される。前身の『サラリーマン情報』と同じくサラリーマンに向けた情報番組であった。毎週あるテーマに沿ったミニ情報を届けていた。
- TBSラジオでは1983年3月まで引き続き『おつかれさま5時です』にて17:40から、4月以降は『若山弦蔵の東京ダイヤル954』の一コーナーとなり、放送時間が繰り上がって17:25からの放送となった。
- 『弦さんのサラリーマン情報』を放送していた毎日放送をはじめ、JRN加盟局でも、おおむね5分間のミニ帯番組として放送された。ただし、TBSラジオでは生放送だったのに対して、JRN各局向けには事前に収録した内容を放送。毎日放送では1984年10月から、『MBSイブニングレーダー』（自社制作の報道生ワイド番組）に1コーナー扱いで内包された。
- 『イブニングダイアリー』は1992年9月をもって終了。後番組は三共株式会社（現在の第一三共ヘルスケアなど）提供による『三共ホットインフォメーション』が開始される。『ホットインフォメーション』になってからもしばらくは『サラリーマン情報』と本番組の内容を継承していたが、1995年4月に内包先番組が『東京ダイヤル954』から『荒川強啓 デイ・キャッチ!』に変更されたことにより、こちらのパーソナリティも若山から荒川強啓に交代。
- さらに、1999年4月以降は直後に放送されていた全国ニュースの『ネットワークトゥデイ』に内包され、「その他のニュース（ネットワークフラッシュ）とスポーツニュース（ほっとインフォメーション）」を伝える内容に変更された。2019年4月に『デイ・キャッチ！』が終了→単独番組→2020年9月末から『荻上チキ・Session』内包→2023年10月から再び単独番組となってからもこの体裁を踏襲しており、番組後半の「その他のニュースとスポーツ」のコーナーが体裁上当番組の後継である。

### 番組の流れ
- イブニングダイアリーの時代はオープニングで「ホンダ・イブニングダイアリー。この番組は新しい世界を創る。ホンダの提供でお送りします」→CM20秒→本編「（若山弦蔵です。）イブニングダイアリー、今週は○○（その週のテーマ）のホットインフォメーションをお送りします」と入り、そこからその日の話題→CM20秒→「新しい世界を創る。ホンダの提供でお送りした、ホンダ・イブニングダイアリー。スクリプト（台本を書く構成作家）は○○（主に菅沼定憲）（お相手は若山弦蔵）でした…」カッコ内はいずれも『東京ダイヤル954』を放送しない地方局向けの収録分のみで言っていた。

※後継番組の『ホットインフォメーション』でも1999年3月までは同様の流れで、スポンサー読みが「三共ホットインフォメーション。この番組はお薬の三共株式会社の提供でお送りします（しました）」に変更された程度である。なお、三共は上記1999年3月でスポンサーを降板しており、その後の『ネットワークトゥデイ』内包後は、ジョージアや三菱ふそうトラック・バスなどが協賛していた時期もあったが、その後はノースポンサーとなった。